# Kristinehamns OK
Kristinehamns OK (KOK) är en svensk orienteringsklubb bildad 1953. Klubbstugan heter sedan 1973 Hultets friluftsgård, belägen strax utanför Kristinehamn, där medlemmar och allmänhet har tillgång till ett tiotal motionsspår. Klubben har och underhåller också ett halvdussin större orienteringskartor i kommunen.

## Tävlingsmeriter
Klubben har placerat sig i följande budkavlar och andra lagtävlingar.
- Segrare Allsvenska klubbmatchen: 1960, 1961, 1963, 1967
- Segrare 10-mila: 1967
- Segrare Kopparkavlen: 1970
- Segrare 10-mila (ungdomskavlen): 1997

## Framgångsrika löpare
Ett flertal av klubbens medlemmar har gjort sig bemärkta med medaljplats i större mästerskap, bland andra Svenska mästerskapen (SM), Nordiska mästerskapen (NM) och Världsmästerskapen (VM).
- Per Brolund - SM-silver 1999 (H18); 2001 (H20 Lång); 2001 (H20 natt)
- Johanna Gunnarsson - SM-guld 2000 (D20), SM-silver 1997 (D15)
- Birgitta Johansson - VM-silver 1972 (budkavle); NM-silver 1973 (Nordiska Mästerskapen); NM-brons 1971; SM-guld 1971 (natt); 1972, 1975, 1975 (natt); SM-silver 1970 (budkavle); SM-brons 1970, 1977
- Emma Johansson - SM-guld 1999 (D18); SM-brons 2000 (D20)
- Rune Nyman - SM-guld 1972 (H20 natt); SM-brons 1971 (H20)
- Olle Nåbo - SM-guld 1970 (H14)
- Christina Pahnke - SM-silver 1970 (budkavle); 1971 (D20)

## Skidor
Sedan klubbens bildande har utöver orientering även längdskidåkning och skidorientering varit en del av verksamheten. En särskild skidsektion fanns 1960-1992 och ett stort antal medlemmar deltog i tränings- och tävlingsverksamheter under vinterhalvåren. 1976 invigdes Hultets första elljusspår, vilket också underlättade kvällsaktiviteter för såväl skid- som övrig verksamhet. För att trots sämre vintrar under slutet av 1900- och början av 2000-talen kunna säkra möjligheten till skidåkning på Hultets friluftsgård införskaffades år 2020 utrustning för en konstsnöanläggning. Den omfattar dels ett 3 kilometers spår och dels en pulkabacke.

## Historik
År 1948 bröt ett större antal aktiva i orienteringssektionen av IFK Kristinehamn sig ur moderklubben och bildade sin egen specialklubb för orienteringssporten, som döptes till OK Frejd. Klubben ombildades på ett konstituerande möte den 16 januari 1953, och fick då i stället namnet Kristinehamns OK (KOK). Genom åren har klubben arrangerat ett stort antal tävlingar, bland annat den årliga Luslunken (1953-2010), Frejd-kavlen (1953-1960), Landskampen Sverige-Norge (1956), Allsvenska klubbmatchen (1961), dagsetapper för O-ringen 5-dagars (1976 och 1996), ett flertal distriktsmästerskap samt SM-tävlingar (budkavle 1966 och 1983, natt och sprint 2003). 
Utöver orienterings- och skidaktiviteter som tävlingsarrangemang, klubbträningar och medlemmars deltagande i tävlingar runt om i landet har klubben sedan sitt bildande även bedrivit en omfattande friluftsverksamhet. Till denna hör arrangerande av allmänt tillgängliga friskvårdsaktiviteter, motionslopp, brasträffar, tipspromenader och andra sociala arrangemang.